# Stenocalama ochrotis
Stenocalama ochrotis là một loài bướm đêm trong họ Crambidae.